# Episodi di Loro (seconda stagione)
La seconda stagione della serie televisiva Loro (Them), intitolata Loro - La paura (Them: The Scare) e composta da otto episodi, è stata pubblicata sulla piattaforma streaming on demand Prime Video il 25 aprile 2024, in tutti i Paesi in cui è disponibile.
| n° | Titolo originale                     | Titolo italiano                    | Pubblicazione  |
| -- | ------------------------------------ | ---------------------------------- | -------------- |
| 1  | Are You Scared?                      | Tu hai paura?                      | 25 aprile 2024 |
| 2  | The Devil Himself Visited This Place | Qui è venuto il diavolo in persona | 25 aprile 2024 |
| 3  | The Man With the Red Hair            | L'uomo con i capelli rossi         | 25 aprile 2024 |
| 4  | Happy Birthday, Sweet Boy            | Buon compleanno, cucciolotto mio   | 25 aprile 2024 |
| 5  | Luke 8:17                            | Luca 8:17                          | 25 aprile 2024 |
| 6  | Would You Like to Play a Game?       | Ti va di fare un gioco?            | 25 aprile 2024 |
| 7  | One of Us Is Gonna Die Tonight       | Questa notte uno di noi morirà     | 25 aprile 2024 |
| 8  | The Box                              | La scatola                         | 25 aprile 2024 |

## Tu hai paura?
- Titolo originale: Are You Scared?
- Diretto da: Craig William Macneill
- Scritto da: Little Marvin

### Trama
- Guest star: Wayne Knight (tenente Schiff), Carlito Olivero (Joaquin Diaz), Charles Brice (Reggie Marks), Tamika Shannon (Rhonda), Hattie Hoskins (Kia).

## Qui è venuto il diavolo in persona
- Titolo originale: The Devil Himself Visited This Place
- Diretto da: Craig William Macneill
- Scritto da: Tony Saltzman e Malcolm M. Mays

### Trama
- Guest star: Wayne Knight (tenente Schiff), Tamika Shannon (Rhonda).

## L'uomo con i capelli rossi
- Titolo originale: The Man With the Red Hair
- Diretto da: Axelle Carolyn
- Scritto da: Scott Kosar e Sarah Cho

### Trama
- Guest star: Wayne Knight (tenente Schiff), Carlito Olivero (Joaquin Diaz), Iman Shumpert (Corey), Tamika Shannon (Rhonda), Eddie Park (Victor), Ella McKenzie Gross (So-Young), Hannah Lee (Sue-Yeon), Sung Yun Cho (Kyong-Ah).

## Buon compleanno, cucciolotto mio
- Titolo originale: Happy Birthday, Sweet Boy
- Diretto da: Axelle Carolyn
- Scritto da: Beverly Okhio

### Trama
- Guest star: Carlito Olivero (Joaquin Diaz), Stephen Louis Grush (James Stenson), Chantal Maurice (Destiny), Robert Curtis Brown (Dott. Gaines).

## Luca 8:17
- Titolo originale: Luke 8:17
- Diretto da: Guillermo Navarro
- Scritto da: Tony Saltzman

### Trama
- Guest star: Carlito Olivero (Joaquin Diaz), Charles Brice (Reggie Marks), Iman Shumpert (Corey), Leland L. Jones (pastore), Elena Campbell-Martinez (Ernestina), Oscar Daniel Reyez (Benny).

## Ti va di fare un gioco?
- Titolo originale: Would You Like to Play a Game?
- Diretto da: Guillermo Navarro
- Scritto da: Malcolm M. Mays e Matt Almquist

### Trama
- Guest star: Wayne Knight (tenente Schiff), Carlito Olivero (Joaquin Diaz), Shane Johnson (investigatore Phillips), Sung Yun Cho (Kyong-Ah), Paul Rolfes (investigatore Voris).

## Questa notte uno di noi morirà
- Titolo originale: One of Us Is Gonna Die Tonight
- Diretto da: Little Marvin
- Scritto da: Scott Kosar

### Trama
- Guest star: Carlito Olivero (Joaquin Diaz), Iman Shumpert (Corey).

## La scatola
- Titolo originale: The Box
- Diretto da: Ti West
- Scritto da: Little Marvin e Tony Saltzman

### Trama
- Guest star: Wayne Knight (tenente Schiff), Carlito Olivero (Joaquin Diaz), Iman Shumpert (Corey), Shane Johnson (investigatore Phillips), Jeremiah Birkett (uomo tip-tap), Shahadi Wright Joseph (Ruby Lee Emory).